# العلاقات الكوستاريكية الليختنشتانية
العلاقات الكوستاريكية الليختنشتانية هي العلاقات الثنائية التي تجمع بين كوستاريكا وليختنشتاين.

## مقارنة بين البلدين
هذه مقارنة عامة ومرجعية للدولتين:
| وجه المقارنة                                              | كوستاريكا                                 | ليختنشتاين                                 |
| --------------------------------------------------------- | ----------------------------------------- | ------------------------------------------ |
| المساحة (كم2)                                             | 51.10 ألف                                 | 16                                         |
| عدد السكان (نسمة)                                         | 4.91 مليون                                | 37.47 ألف                                  |
| الكثافة السكانية (ن./كم²)                                 | 96.09                                     | 234.19 ألف                                 |
| العاصمة                                                   | سان خوسيه                                 | فادوتس                                     |
| اللغة الرسمية                                             | اللغة الإسبانية                           | اللغة الألمانية                            |
| العملة                                                    | كولون كوستاريكي                           | فرنك سويسري                                |
| الناتج المحلي الإجمالي (بليون دولار)                      | 57.06 مليار                               | 6.29 مليار                                 |
| الناتج المحلي الإجمالي (تعادل القوة الشرائية) بليون دولار | 74.98 مليار                               |                                            |
| الناتج المحلي الإجمالي الاسمي للفرد دولار أمريكي          | 11.26 ألف                                 |                                            |
| الناتج المحلي الإجمالي للفرد دولار أمريكي                 | 14.92 ألف                                 |                                            |
| مؤشر التنمية البشرية                                      | 0.766                                     | 0.908                                      |
| رمز المكالمات الدولي                                      | +506                                      | +423                                       |
| رمز الإنترنت                                              | .cr، قائمة نطاقات المستوى الأعلى للإنترنت | .li                                        |
| المنطقة الزمنية                                           | 00                                        | توقيت وسط أوروبا، ت ع م+01:00، ت ع م+02:00 |

## منظمات دولية مشتركة
يشترك البلدان في عضوية مجموعة من المنظمات الدولية، منها:
| علم المنظمة | اسم المنظمة                   | تاريخ انضمام كوستاريكا | تاريخ انضمام ليختنشتاين |
| ----------- | ----------------------------- | ---------------------- | ----------------------- |
|             | الاتحاد البريدي العالمي       | ?                      | ?                       |
|             | الاتحاد الدولي للاتصالات      | 13 سبتمبر 1932         | 25 يوليو 1963           |
|             | منظمة حظر الأسلحة الكيميائية  | ?                      | ?                       |
|             | منظمة التجارة العالمية        | ?                      | ?                       |
|             | منظمة الشرطة الجنائية الدولية | ?                      | ?                       |
|             | الأمم المتحدة                 | 2 نوفمبر 1945          | 18 سبتمبر 1990          |

## وصلات خارجية
- موقع وزارة الخارجية الكوستاريكية